# Erzbistum Gatineau
Das Erzbistum Gatineau (lateinisch Archidioecesis Gatinensis, französisch Archidiocèse de Gatineau) ist eine in Kanada gelegene römisch-katholische Erzdiözese mit Sitz in Gatineau.

## Geschichte
Das Erzbistum Gatineau wurde am 27. April 1963 durch Papst Johannes XXIII. aus Gebietsabtretungen des Erzbistums Ottawa als Bistum Hull errichtet. Es wurde dem Erzbistum Ottawa als Suffraganbistum unterstellt. Am 1. März 1982 wurde das Bistum Hull in Bistum Gatineau-Hull umbenannt.
Das Bistum Gatineau-Hull wurde am 31. Oktober 1990 durch Papst Johannes Paul II. zum Erzbistum erhoben. Das Erzbistum Gatineau-Hull wurde am 28. Oktober 2005 in Erzbistum Gatineau umbenannt.

## Ordinarien

### Bischöfe von Hull
- 1963–1973 Paul-Émile Charbonneau
- 1974–1982 Adolphe Proulx

### Bischöfe von Gatineau-Hull
- 1982–1987 Adolphe Proulx
- 1988–1990 Roger Ébacher

### Erzbischof von Gatineau-Hull
- 1990–2005 Roger Ébacher

### Erzbischöfe von Gatineau
- 2005–2011 Roger Ébacher
- 2011–0000 Paul-André Durocher